# Iron Fist (superheld)
Iron Fist (Daniel "Danny" Rand) is een fictieve superheld die voorkomt in Amerikaanse stripverhalen gepubliceerd door Marvel Comics en die is bedacht door Roy Thomas en Gil Kane. Hij verscheen voor het eerst in Marvel Premiere #15 (mei 1974).

## Fictieve biografie
Danny Rand (Iron Fist) is een beoefenaar van vechtkunsten en drager van een mysterieuze Iron Fist. Toen Rands ouders omkwamen bij een vliegtuig ramp kwam Rand terecht in de mysterieuze geheime stad K'un-L'un. Hier versloeg Rand de vuurspuwende serpent Shou-Lao de onsterfelijke waardoor hij de Iron Fist kreeg. Met deze Iron Fist kan hij bovenmenselijke energie oproepen om zijn vuistslagen krachtiger te maken. Rand keerde later terug naar Amerika waar hij zijn kracht gebruikt om tegen de misdaad te vechten. Iron Fist speelde in zijn eigen soloreeks in de jaren 70 en deelde de titel Power Man en Iron Fist enige jaren met Luke Cage, met wie hij het superheldenteam Heroes for Hire vormde. Het personage speelde sindsdien in tal van solotitels, waaronder The Immortal Iron Fist, dat voortborduurde op het oorspronkelijke verhaal en de geschiedenis van de Iron Fist.

## In andere media

### Marvel Cinematic Universe
Sinds 2017 verscheen dit personage in de Marvel Cinematic Universe en wordt vertolkt door Finn Jones. Iron Fist is een beoefenaar van vechtkunsten en drager van een mystieke kracht bekend als de ijzeren vuist, die hem in staat stelt om zijn chi op te roepen en te focussen. Later vormt de Iron Fist samen met Jessica Jones, Daredevil en Luke Cage de groep de Defenders. Iron Fist is onder andere in de volgende series te zien:
- Iron Fist (2017-2018) (Netflix)
- The Defenders (2017) (Netflix)
- Luke Cage (2018) (Netflix)

In de Disney+-animatieserie Eyes of Wakanda uit 2025 verschijnt een andere incarnatie van Iron Fist, genaamd Jorani. Jorani wordt ingesproken door Jona Xiao. 

### The Avengers: Earth's Mightiest Heroes
Iron Fist heeft een rol in de animatieserie The Avengers: Earth's Mightiest Heroes. De Nederlandse stem van Iron Fist werd hierin ingesproken door Tony Neef.

### Computerspelen
Sinds 2014 is er een verzamelfiguur van het personage Iron Fist voor het computerspel Disney Infinity. Zodra deze figuur op een speciale plaats wordt gezet, verschijnt het personage online in het spel. 